# Wild Boy (singolo)
Wild Boy è un singolo del rapper statunitense Machine Gun Kelly, pubblicato nel 2011 ed estratto dal suo primo album in studio Lace Up. Il brano, che vede la partecipazione del rapper statunitense Waka Flocka Flame, è anche incluso nell'EP Half Naked & Almost Famous (2012).

## Video musicale
Il video musicale, prodotto da Spliff TV e Maybach Music Group, contiene i cameo di Johnny Dang, Katt Williams e Layzie Bone.

## Tracce
1. Wild Boy (featuring Waka Flocka Flame) – 3:53

## Classifiche
| Classifica (2012) | Posizione massima |
| ----------------- | ----------------- |
| Stati Uniti       | 98                |